# Euplexia
Euplexia är ett släkte av fjärilar som beskrevs av Stephens 1829. Euplexia ingår i familjen nattflyn.

## Bildgalleri

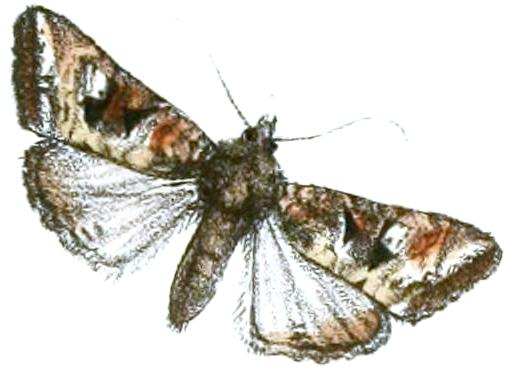
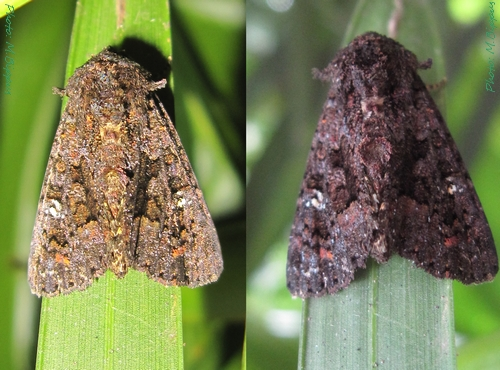

## Dottertaxa tillEuplexia, i alfabetisk ordning[1][2]
- Euplexia adamantina
- Euplexia albicincta
- Euplexia albiclausa
- Euplexia albifusa
- Euplexia albinota
- Euplexia albiplaga
- Euplexia albirena
- Euplexia albistrigata
- Euplexia albonota
- Euplexia amblypennis
- Euplexia argyrosemastis
- Euplexia asbolodes
- Euplexia ascripta
- Euplexia atrovirens
- Euplexia attenuata
- Euplexia augens
- Euplexia aureocincta
- Euplexia aureostrigata
- Euplexia aurigera
- Euplexia azyga
- Euplexia benesimilis
- Euplexia borbonica
- Euplexia brillians
- Euplexia britannica
- Euplexia bryochlora
- Euplexia calamistrata
- Euplexia calbum
- Euplexia callichroa
- Euplexia calliphaea
- Euplexia callisina
- Euplexia carnefusa
- Euplexia carneola
- Euplexia catephiodes
- Euplexia cervinipennis
- Euplexia chalcochlora
- Euplexia chalybsa
- Euplexia chlorerythra
- Euplexia chlorogrammata
- Euplexia clarior
- Euplexia clausa
- Euplexia columbina
- Euplexia complicata
- Euplexia connexa
- Euplexia conspicua
- Euplexia cuprea
- Euplexia debilis
- Euplexia delineata
- Euplexia denigrata
- Euplexia depravata
- Euplexia dilutiapicata
- Euplexia discisignata
- Euplexia distorta
- Euplexia docima
- Euplexia dubia
- Euplexia dubiosa
- Euplexia euarmosta
- Euplexia euplexina
- Euplexia exangulata
- Euplexia exotica
- Euplexia fasciata
- Euplexia figurata
- Euplexia flavescens
- Euplexia guttata
- Euplexia habilis
- Euplexia ikondae
- Euplexia illustrata
- Euplexia incolorata
- Euplexia internimarginata
- Euplexia iorrhoa
- Euplexia jordansi
- Euplexia koreaeplexia
- Euplexia leonhardi
- Euplexia leucostigma
- Euplexia lucipara
- Euplexia lucisquama
- Euplexia maculata
- Euplexia magniclavis
- Euplexia magnirena
- Euplexia megastigma
- Euplexia melanistis
- Euplexia melanocycla
- Euplexia melanops
- Euplexia mniochlora
- Euplexia monilis
- Euplexia morosa
- Euplexia mucronata
- Euplexia muscosa
- Euplexia niveifera
- Euplexia nyassana
- Euplexia obfuscata
- Euplexia obscura
- Euplexia obsoleta
- Euplexia ochroneura
- Euplexia olivacea
- Euplexia orophora
- Euplexia pallida
- Euplexia pamprepta
- Euplexia pectinata
- Euplexia pericalles
- Euplexia phloeophanes
- Euplexia picturata
- Euplexia plumbeola
- Euplexia plumbeomarginata
- Euplexia poliochroa
- Euplexia polycmeta
- Euplexia postmarginata
- Euplexia pratti
- Euplexia pullomedia
- Euplexia resplendens
- Euplexia rhoda
- Euplexia roseola
- Euplexia saldanha
- Euplexia saldanhana
- Euplexia semiconfluens
- Euplexia semifascia
- Euplexia signata
- Euplexia sinuata
- Euplexia splendida
- Euplexia striatovirens
- Euplexia tibetensis
- Euplexia trichroma
- Euplexia triplaga
- Euplexia unicolor
- Euplexia variegata
- Euplexia venosa
- Euplexia vetula
- Euplexia viridacea
- Euplexia viridissima
- Euplexia wollastoni